# Oryctolagus cuniculus huxleyi
El conejo ibérico (Oryctolagus cuniculus huxleyi) es una subespecie de Oryctolagus cuniculus, un mamífero lagomorfo de la familia Leporidae.
Es considerado el ancestro salvaje del conejo doméstico, Oryctolagus cuniculus cuniculus, siendo esta de gran importancia científica, ya que proporciona un vistazo a la biología silvestre de los conejos domésticos actuales.  Sin embargo, a la fecha la UICN solo reconoce dos subespecies del conejo: O. cuniculus cuniculus y O. cuniculus algirus.
Mide hasta 50 cm y su masa puede ser hasta 1 kilogramo. Esta subespecie en nativa de España y Portugal y algunas islas del mar mediterráneo. Aunque es relativamente abundante, su población es decreciente, siendo sus principales amenazas la caza, la destrucción del hábitat y las enfermedades introducidas.